# Свір (смт)

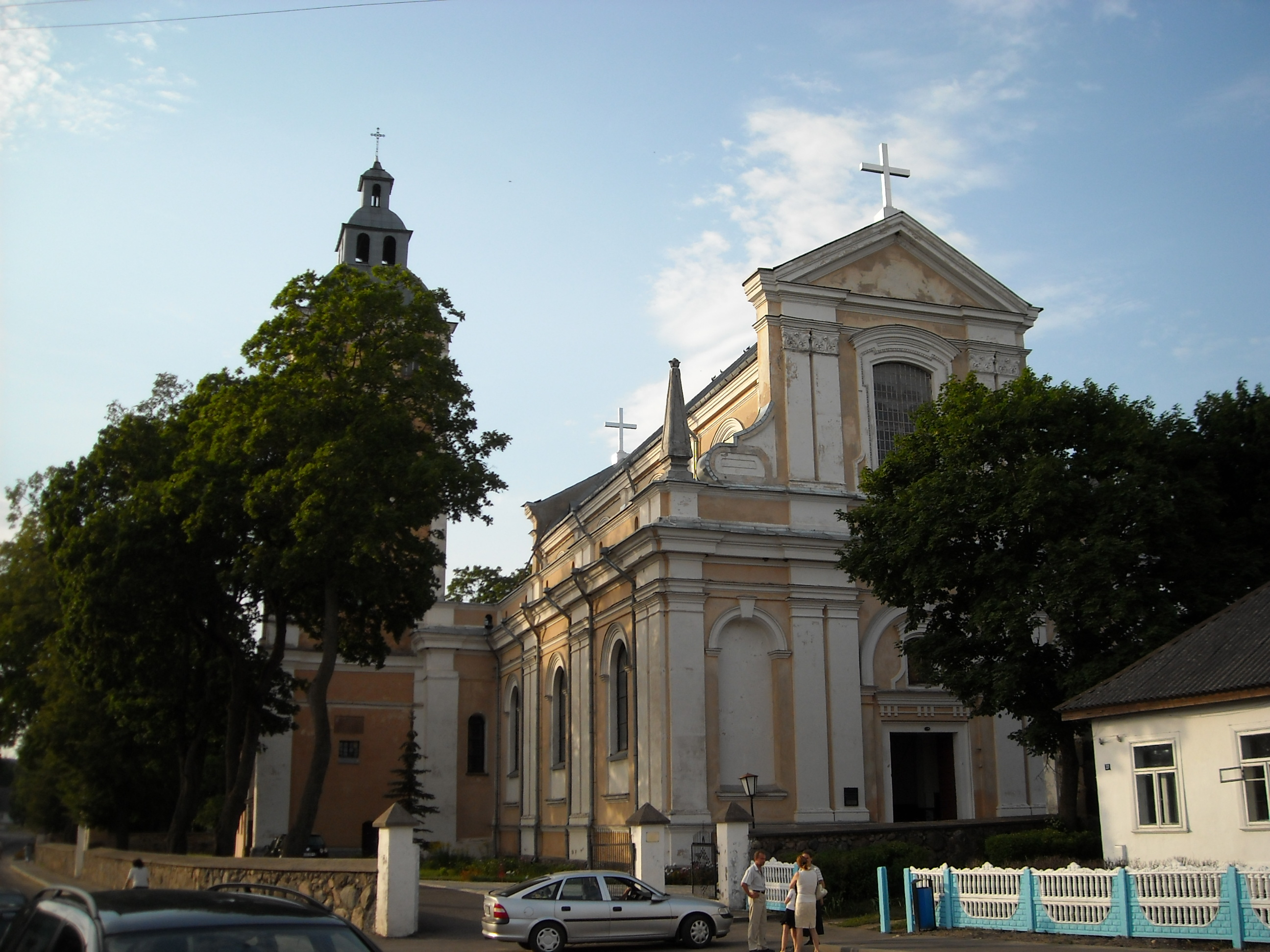
Костел св. Миколая. Свір

Свір (біл. Свір) — селище міського типу в Мядельському районі Мінської області Білорусі на березі озера Свір, 45 км на захід від Мяделя, 180 км від Мінська, 26 км від залізничної станції Линтупи на лінії Побрадьє-Крулевщіна. Вузол автошляхів на Сморгонь , Нароч, Бруси. Населення 1,018 тис. осіб (1 січня 2011).

## Відомі особистості
В поселенні народився:
- Аба Балошер (1873—1944) — єврейський письменник, журналіст, видавець.